# Тинской
Тинской — посёлок в Нижнеингашском районе Красноярского края России. Административный центр Тинского сельсовета

## История
В 1961 г. указом Президиума Верховного Совета РСФСР населенный пункт Выселок Тины преобразован в рабочий посёлок, с присвоением наименования — Тинский.
С 5 декабря 2013 года — посёлок.

## Население
| 1959  | 1970  | 1979  | 1989  | 2002  | 2007  | 2009  |
| ----- | ----- | ----- | ----- | ----- | ----- | ----- |
| 6029  | ↗7525 | ↘6112 | ↘5243 | ↘4213 | ↘3738 | ↘3680 |
| 2010  | 2012  | 2013  | 2014  | 2015  | 2016  | 2017  |
| ↗3791 | ↘3713 | ↘3553 | ↘3474 | ↘3445 | ↘3411 | ↘3362 |

## Транспорт
Железнодорожная станция на Транссибирской магистрали.